# CHRP
Plataforma de Referência de Hardware Comum (Common Hardware Reference Platform/CHRP) é uma arquitetura de sistema padrão para PowerPC, publicada por IBM e Apple Inc. em 1995. Assim como o predecessor PReP tomava o conceito de projeto permitindo vários sistemas operacionais, especificando o uso de Open Firmware/Open Boot e Run-Time Abstraction Services/RTAS para propósitos de abstração. Diferente do PReP, CHRP incorpora elementos da arquitetura Power Macintosh para suporte do Mac OS e Netware, além dos sistemas da época (Windows NT, OS/2, Solaris, e AIX). CHRP não teve adoção, somente sistemas da IBM, computadores da série RS/6000 rodando AIX (Mac OS 8 anuncia ter compatibilidade com sistemas CHRP ).   
Computadores Power Macintosh são parcialmente baseados na especificação CHRP/PReP. 
CHRP-based systems ). New World ROM Power Macintosh são parcialmente compatíveis com CHRP/PReP.
Power.org tem uma nova especificação, chamada Plataforma de Referência da Arquitetura Power (Power Architecture Platform Reference/PAPR), que provê a fundação para o desenvolvimento da arquitetura Power com computadores equipados de sistema Linux. PAPR foi lançado no quarto trimestre de 2006.